# Difridate
Difridate (in greco antico: Διφρίδας?, Diphrìdas; fine V secolo a.C. – metà IV secolo a.C.) è stato un militare spartano.

## Biografia
Difridate fu inviato in Asia, nel 391 a.C., dopo la morte di Tibrone in un combattimento con i Persiani di Struta, per radunare il rimanente dell'esercito del collega, e, dopo aver arruolato truppe fresche, per proteggere gli Stati che erano stati sottomessi da Sparta e proseguire la guerra contro Struta. Seppur con modi non meno gradevoli di quelli del suo predecessore, era dotato di più fermezza ed energia nel carattere. Egli quindi in poco tempo risollevò la situazione di Sparta e, dopo aver catturato Tigrane, il genero di Struta, insieme alla moglie, ricevette un ingente riscatto per la loro liberazione e fu quindi in grado di arruolare e mantenere un contingente di mercenari.
Difridate, l'Eforo, secondo Plutarco venne prima inviato incontro ad Agesilao, poi a Nartacio in Tessaglia, desiderando che questo avanzasse subito in Beozia, nel 394 a.C.
Il nome Difridate, a quanto pare, potrebbe essere sostituito con Difilate.